# Championnat d'Haïti de football de deuxième division
Le Championnat d'Haïti de football de deuxième division (ou Championnat national d'ascension) est une compétition annuelle de football qui constitue l'antichambre du championnat haïtien de football. Elle est organisée par la COCHAFOP.

## Histoire
On ne connaît pas avec certitude l'année de fondation du championnat d'Haïti de 2e division, cependant il est joué régulièrement depuis 1999. Traditionnellement divisé en deux zones géographiques (Nord et Sud), il est divisé en 3 zones en 2013 avant de passer à 4 zones à partir de 2014.
En 2014 et 2015, les deux meilleures équipes de chaque zone étaient qualifiées pour la phase finale dite de Play off, disputée suivant un format de coupe avec quarts-de-finale, demi-finales et finale,. À partir de 2016, cette phase finale est ouverte aux quatre meilleurs de chaque zone géographique.
Jusqu'en 2016, seuls les deux finalistes étaient promus mais en 2017 et 2018, un troisième accessit en 1re division est offert au vainqueur du match pour la 3e place. En 2019, en raison de la suspension du tournoi de clôture 2019, il n'y a pas de relégation en D1 et seules deux places sont octroyées aux finalistes de D2 afin de faire passer le nombre d'équipes évoluant en 1re division de 16 à 18 à partir de 2020.

## Les clubs de l'édition 2019

### Phase de groupes
49 clubs sont présents cette saison répartis en quatre zones géographiques (groupes Nord 1, Nord 2, Sud 1 et Sud 2).
| Nord 1                      | Nord 2                      | Sud 1                | Sud 2                      |
| Accolade de Gros-Morne      | Arcadins FC                 | Aigle Noir AC        | Akolad FN                  |
| Anse-à-Foleur FC            | AS Borel                    | Amateur Cité Soleil  | AS Aquin                   |
| Athlétique FC du Nord-Ouest | AS Dessalines               | US Carrefour         | Éclair PG                  |
| FC Chansolme                | Gascogne SC                 | AS Delmas            | AS Grand-Goâve             |
| Éclair AC (en)              | Lascahobas FC               | Exafoot              | AS Petit-Goâve             |
| JS Fort-Liberté             | Olympique SC de Cabaret     | Lionceaux de Pernier | Inter de Grand-Goâve       |
| Limbé FC                    | Panthère Noire de Liancourt | PNH FC               | Jérémie FC                 |
| Port-de-Paix FC             | US Papaye                   | Roulado FC           | FC Juventus des Cayes (en) |
| Racine FC                   | US Pont-Sondé               | Roulado SM           | Ouragan des Cayes          |
| ASSL                        | USR                         | Club Saint-Louis     | Petite-Rivière de Nippes   |
| AS Trou du Nord             | AS Verrettes                | Valencia FC          | Paloma                     |
| Vapor FC                    | Vision AC                   | Victoria de Jacmel   | Port-Salut FC              |
| -                           | -                           | -                    | Rangers de Miragoâne       |

### Play off
Les quatre premiers de chaque zone sont qualifiés pour la phase de Play off et sont répartis en quatre groupes définis suivant des considérations d'ordre géographique :
- Groupe I : 1er Nord 1, 2e Nord 2, 3e Nord 1 et 4e Nord 2
- Groupe II : 1er Nord 2, 2e Nord 1, 3e Nord 2 et 4e Nord 1
- Groupe III : 1er Sud 1, 2e Sud 2, 3e Sud 1 et 4e Sud 2
- Groupe IV : 1er Sud 2, 2e Sud 1, 3e Sud 2 et 4e Sud 1

Les vainqueurs de chaque groupe sont qualifiés pour les demi-finales (Groupe I – Groupe II et Groupe III – Groupe IV) dont les deux vainqueurs sont promus en 1re division et disputent la finale désignant le champion de 2e division.

## Palmarès

### Par édition(depuis 1999)
| Année     | Champion                                | Vice-champion              | Score        | Commentaires                                                                                |
| 1999      | Zénith FC (en) / Topez FC               | -                          | -            | Les deux clubs sont promus                                                                  |
| 2000      | Dynamite AC (en) / Amateur CS           | -                          | -            | Les deux clubs sont promus                                                                  |
| 2001      | Excelsior AC (en)                       | Triomphe AC                | 1-0          | Les deux finalistes sont promus                                                             |
| 2002      | AS Carrefour (en)                       | Victory SC                 | 2-1          | Les deux finalistes sont promus                                                             |
| 2003      | AS Mirebalais / AS Grand-Goâve          | -                          | -            | Les deux clubs sont promus                                                                  |
| 2004-2005 | Dynamite AC (en)                        | US Frères (en)             | 2-2 (4-3tab) | Les deux finalistes sont promus                                                             |
| 2005-2006 | AS rive-artibonitienne / AS Grand-Goâve | -                          | -            | Les deux clubs sont promus                                                                  |
| 2007      | Valencia FC                             | JS capoise                 | 3-1          | Les deux finalistes sont promus                                                             |
| 2008-2009 | RC haïtien                              | ASSL                       | 4-3          | Les deux finalistes sont promus + les 3e et 4e (Dynamite AC (en) et ASPDIF, respectivement) |
| 2009      | América des Cayes                       | Éclair AC (en)             | 1-0, 2-2     | Les deux finalistes sont promus                                                             |
| 2010-2011 | Triomphe AC                             | Valencia FC                | 1-2, 4-1     | Les deux finalistes sont promus + le FICA                                                   |
| 2011      | Don Bosco FC                            | Violette AC                | poule        | Les deux finalistes sont promus                                                             |
| 2012      | RC haïtien                              | AS Petit-Goâve             | 1-1 (5-4tab) | Les deux finalistes sont promus                                                             |
| 2013      | Racine FC                               | AS capoise                 | poule        | Les deux finalistes sont promus + 2 équipes (Violette AC et Racing Gonaïves)                |
| 2014      | PNH FC                                  | Ouanaminthe FC             | 1-0          | Les deux finalistes sont promus + 3 équipes (US Lajeune, Roulado FC, Inter de Grand-Goâve)  |
| 2015      | Real du Cap                             | FC Juventus des Cayes (en) | 1-0          | Les deux finalistes sont promus                                                             |
| 2016      | AS Sud-Est (en)                         | Éclair AC (en)             | 1-1 (4-3tab) | Les deux finalistes sont promus                                                             |
| 2017-2018 | Valencia FC                             | Arcahaie FC                | 2-1          | Les deux finalistes sont promus + le 3e (Cosmopolites SC)                                   |
| 2018      | Violette AC                             | Triomphe AC                | 2-0          | Les deux finalistes sont promus + le 3e (América des Cayes)                                 |
| 2019      | FC Juventus des Cayes (en)              | USR                        | 1-1 (5-4tab) | Les deux finalistes sont promus                                                             |